# Șatra (roman)
Șatra este un roman-parabolă scris de Zaharia Stancu și publicat în 1968 de Editura pentru Literatură din București. El reprezintă o excepție în cadrul prozei postbelice a lui Zaharia Stancu, fiind singurul roman care nu face parte din ciclul autobiografic ce-l are ca narator și protagonist pe Darie sau, după cum scria criticul Eugen Simion, „singura operă de ficțiune pură a lui Zaharia Stancu”.
Romanul, scris pe un ton grav, prezintă exodul forțat în vreme de război al unei șatre de romi către Răsărit, într-un ținut sălbatic aflat dincolo de un fluviu, în scopul exterminării. Membrii șatrei suferă de foame și de frig pe parcursul drumului istovitor și al iernii cumplite petrecută în stepă, iar numărul lor se reduce dramatic. Apropierea morții îi determină pe romi să nu mai respecte rânduielile străvechi, iar șatra se destramă în cele din urmă.
Deși s-a inspirat dintr-un eveniment istoric real (deportarea romilor în Transnistria în timpul regimului antonescian din România), autorul nu a transformat spațiul și timpul acțiunii în elemente identificabile, evitând tendința interpretării tendențioase a istoriei. Romanul dobândește astfel aspectul unei parabole istorice necircumscrise precis unui timp și unui spațiu.
Șatra este considerat drept una dintre cele mai reușite scrieri ale lui Zaharia Stancu, fiind perceput de criticii literari ca „o lamentație lungă [...] de o aspră poezie” despre încercarea unei comunități de a-și păstra identitatea într-un secol caracterizat prin intoleranță, dar și ca o pledoarie fierbinte pentru viață. În decursul timpului a fost tradus în mai multe limbi străine și publicat în numeroase țări.

## Rezumat

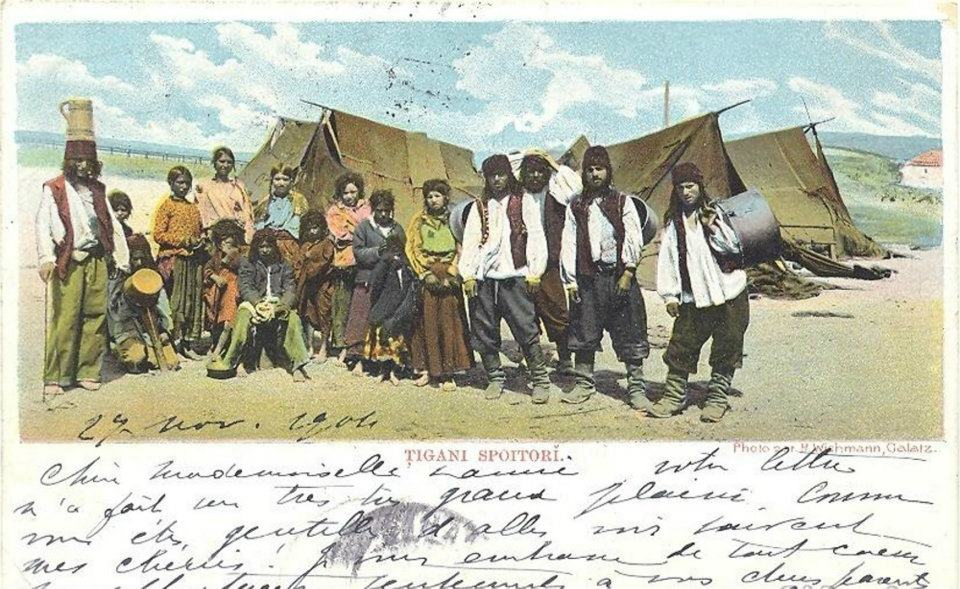
Familie de romi din România. Ilustrată din 1904.

Poposită într-o zi de vară la marginea unui sat, în plină perioadă de război, șatra de romi condusă de bulibașa Him este somată în aceeași seară de autorități să se îndrepte către cel mai învecinat oraș, fără a i se comunica motivul acestui ordin sau destinația drumului. Călătoria începe sub auspicii rele: nomazii sunt surprinși în prima noapte de un bombardament aerian, iar o femeie tânără pe nume Zara moare dând naștere unui copil mort. Odată ajunsă în oraș, șatra lui Him bașa primește ordinul să se îndrepte către Răsărit până la un fluviu, fiind avertizată să nu se abată de la drum deoarece va fi supravegheată permanent, iar cei care vor încerca să fugă sau să se ascundă vor fi împușcați pe loc. Drumul caravanei se desfășoară anevoios, pe o arșiță cumplită, timp în care membrii șatrei își continuă îndeletnicirile zilnice potrivit obiceiurilor străvechi. Astfel, lupta bărbaților Goșu și Ariston pentru frumoasa Lisandra se desfășoară după legile ritualice ale șatrei, la fel ca și căsătoria lui Alimut, fiul cel mic al bulibașei, cu Kera. Mai multe semne rele apar pe parcursul drumului, iar bulibașei Him i se pare permanent că toți indivizii pe care-i întâlnește se uită la el și la „oamenii oacheși” ai șatrei ca la niște morți.
Ajunși la fluviu, după ce câinii șatrei încercaseră zadarnic să-i întoarcă din drum, „oamenii oacheși” poposesc pentru două nopți pe malul apei, unde are loc nunta lui Alimut cu Kera. În noaptea nunții patru inși îi atacă pe miri și, după ce-l bat pe Alimut, o violează pe Kera. Șatra este trecută apoi pe malul celălalt al fluviului și își continuă drumul către Răsărit sub supravegherea jandarmilor. În cele din urmă, drumul istovitor se încheie, iar romii ajung într-un ținut îndepărtat și își întind corturile pe un teren nisipos izolat aflat între un lac cu apă sărată și o râpă pietroasă, fiind avertizați să rămână acolo sub amenințarea pedepsei cu moartea. Rămași fără apărare, membrii șatrei sunt terorizați de cei care trec pe acolo: dezertorii înarmați le fură caii, iar jandarmii îi constrâng să-și dea ultimii bani de aur pe alimente.
Vremea se înrăutățește, iar „oamenii oacheși” se adăpostesc în trei hrube săpate în povârnișul pietros, unde suferă de frig și de foame. Încetul cu încetul se produce o abrutizare a membrilor șatrei din cauza izolării într-un mediu ostil, a lipsurilor și a dezertorilor înarmați care le calcă periodic sălașul mizer și a conflictelor interne. Caii, măgarii și catârii mor de frig și de foame, iar urșii sunt tăiați și mâncați. Numărul membrilor șatrei scade pe parcursul iernii lungi, conflictele interne se întețesc, iar romii încep să conteste autoritatea bulibașei Him pe care-l consideră vinovat de situația grea în care se află. Aproape nimeni nu mai respectă rânduielile vechi care asiguraseră până atunci supraviețuirea șatrei. Decepționat, bătrânul bulibașă Him se duce să moară în crângul înzăpezit din apropiere, înțelegând că nu-i mai poate convinge pe șătrari să respecte regulile vechi de conviețuire și că șatra pe care o conducea s-a destrămat.
După multe luni de iarnă grea vine primăvara, iar conflictul intern cel mai durabil se încheie tragic: Ariston este ucis, dar Lisandra nu se mai întoarce la soțul ei, Goșu, și rămâne să moară singură în pustietate. În cele din urmă, ca urmare a apropierii frontului de acest ținut neospitalier, puținii supraviețuitori ai șatrei se înhamă la ultimele șase căruțe și se îndreaptă către fluviu, în urma convoiului târându-se plângând Oarba, femeia lui Him bașa.

## Structură
Romanul Șatra este împărțit în 12 capitole numerotate cu cifre romane și fără titluri.

## Personaje
- Him bașa — bulibașa unei șatre de romi,[18] fiu de bulibașă și nepot de bulibașă.[32] Veghează respectarea rânduielilor șatrei, împărțind dreptatea precum înțeleptul Solomon în vechime.[33] Își conduce șatra către destinația incertă unde este mânată de jandarmi.[18] Autoritatea lui se fărâmițează treptat pe măsură ce condițiile de viață ale membrilor șatrei se înrăutățesc.[18] În cele din urmă, bulibașa se duce să moară în afara taberei, gest care marchează destrămarea șatrei.[29] În momentul morții are viziunea caravanei înaintând pe un câmp pustiu „către marginea cerului”.[8]
- Alimut — fiul cel mai mic al lui Him bașa și al Oarbei.[18] O iubește pe Kera și o ia de soție,[18] dar o respinge după ce aceasta este violată în zăvoiul de pe malul fluviului, neputând să se apropie fizic de ea din cauza scârbei.[9][12][34]
- Kera — fiica lui Calub, care devine femeia lui Alimut după ce Him bașa o cumpără de la tatăl ei cu zece galbeni de aur.[32] Este necinstită de patru necunoscuți în noaptea nunții ei cu Alimut.[12][18] Ocolită de Alimut după această întâmplare, se tânguie permanent în auzul oamenilor din șatră.[35]
- Sina, poreclită „Oarba”[36] — femeia lui Him bașa și mama lui Alimut.[37] A născut zece băieți, din care cinci au murit și cinci trăiesc.[38] A orbit la bătrânețe, dar prevede viitorul oamenilor prin pipăirea liniilor palmei[39] și, paradoxal, vede sufletele morților cum părăsesc trupul și se înalță ca niște aburi albi.[40] Criticul Voicu Bugariu o considera „o Cassandră rău prevestitoare” a cărei tristețe „însoțește ca un bocet decăderea șatrei”.[41]
- Goșu — un țigan din șatra lui Him bașa.[18] A cumpărat-o pe Lisandra de la șatra lui Sedil bașa cu 20 de galbeni de aur turcești.[24][42] Femeia îl înșală cu Ariston, iar Goșu o bate cu harapnicul și apoi se bate de mai multe ori cu rivalul lui.[7][18]
- Lisandra — femeia lui Goșu, fata bulibașei Sedil bașa.[43] Cumpărată de Goșu de la o altă șatră, ea își înșală bărbatul cu Ariston, pe care îl iubește.[18][20][23] Deși Ariston moare în cele din urmă, ea nu se mai întoarce la soțul ei[18] și rămâne să moară în pustietate.[7][12][44] Criticul Mariana Ionescu o asemăna prin forța ei de viață cu Costandina din nuvela omonimă a lui Stancu.[45]
- Ariston — țigan din șatra lui Him bașa, care devine amantul Lisandrei.[18] O iubește pe Lisandra, conștient că încalcă astfel rânduielile șatrei, și se bate de mai multe ori cu Goșu.[7][18] După ce Goșu îi crapă ochiul stâng în cursul unei bătăi,[20][46] Ariston este ucis în cele din urmă.[7][18]
- Uj Hoțul — țigan din șatra lui Him bașa. Este un individ abject, care fură și încalcă permanent rânduielile șatrei.[18] O parte din oamenii șatrei, nemulțumiți de Him, propun ca Uj să devină noul bulibașă.[12][47] Criticul Voicu Bugariu îl considera „un fel de șacal al șatrei”.[18]
- Matahala — o femeie uriașă, care trăiește cu Uj Hoțul și îi inițiază sexual pe tinerii romi.[12][18][24] Îl ucide în timpul unei încăierări pe Bus, nepotul lui Him bașa.[18]

## Scriere și publicare

### Scrierea romanului

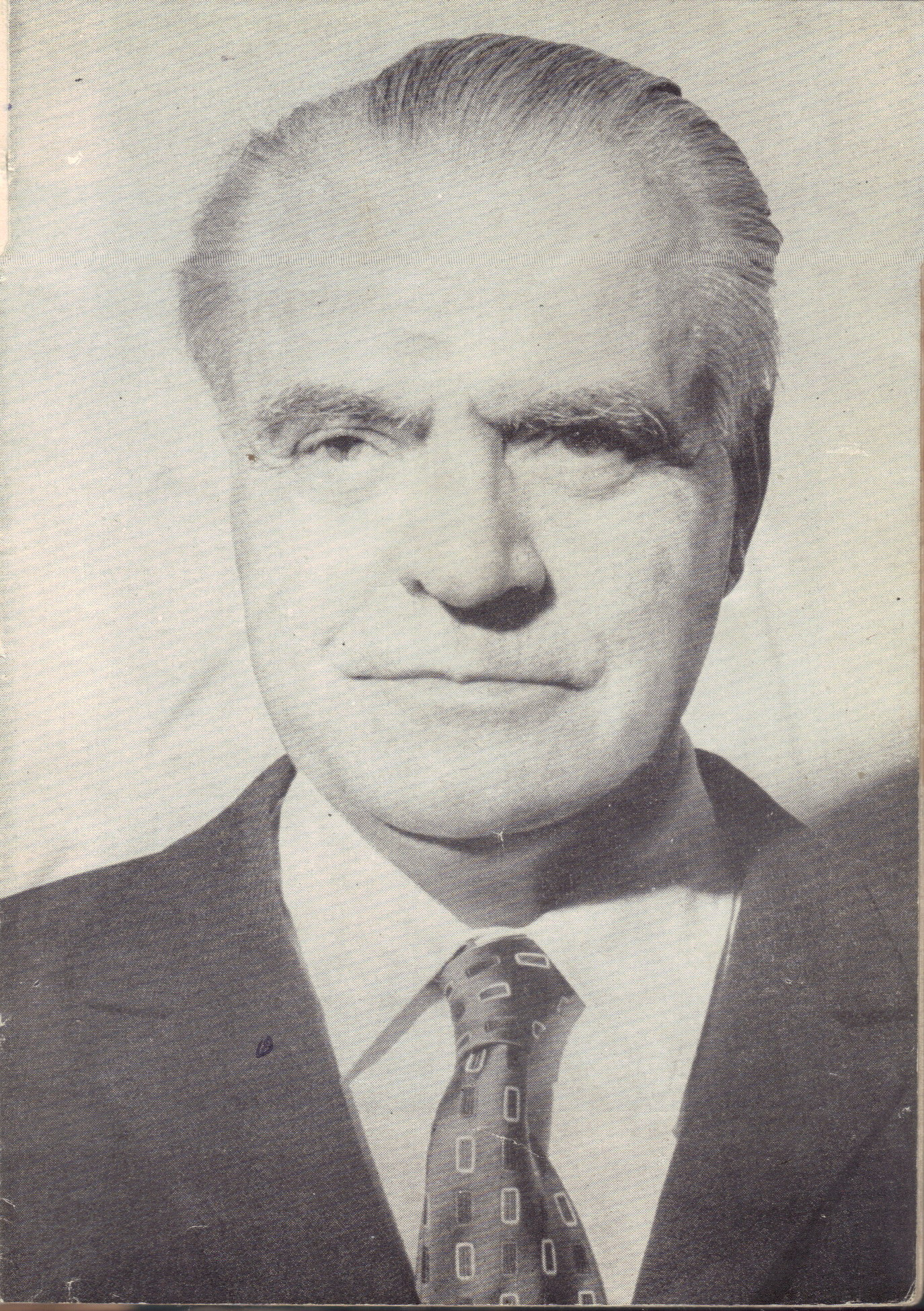
Scriitorul Zaharia Stancu în anii senectuții

Romanul Șatra a fost scris, potrivit mărturisirilor autorului, în biroul de director al Teatrului Național din București, unde a trăit și lucrat intens timp de aproape două decenii (1946–1952, 1958–1968). Activitatea de creație a acestui roman a fost îndelungată, întinzându-se pe parcursul a șapte ani.
Zaharia Stancu a elaborat câte o variantă în fiecare vară a primilor șase ani, dar nu a fost mulțumit de niciuna dintre ele, așa că le-a distrus. Abia în vara anului 1968 a realizat varianta definitivă, care a fost predată pentru publicare. Lunga perioadă de elaborare a cărții s-a datorat perfecționismului autorului care obișnuia să refacă paragrafe și pagini întregi și uneori să rescrie capitole înainte de a încredința tiparului o carte. Acel perfecționism denotă, potrivit istoricului și criticului literar Valeriu Râpeanu, o responsabilitate maximă a autorului față de opera sa literară.
Spre deosebire de romanele publicate anterior, Șatra nu are nicio legătură cu biografia lui Zaharia Stancu, narând o poveste auzită de la alții după cum arată epigraful scris la persoana I: „Alimut mi-a povestit întâmplările, Kera a stăruit să le scriu.”. Scriitorul a trebuit să se documenteze intens pentru elaborarea romanului: a vizitat diferite locuri, a stat de vorbă cu mai mulți oameni și a căutat nume reale de persoane pentru a le da personajelor cărții. „Șatra este rodul unor studii îndelungi a oamenilor pe care i-am înfățișat în carte și a evenimentelor petrecute în asprul timp al ultimului război mondial”, mărturisea autorul într-un interviu publicat în 1972 în revista craioveană Ramuri.
Scriind un roman diferit de cele anterioare, care nu se încadra direcțiilor sale literare, Zaharia Stancu ar fi intenționat să arate, în opinia criticului Valeriu Râpeanu, că literatura sa nu are o singură dimensiune artistică și nu poate fi redusă doar la ciclul „Desculț”, cu o componentă memorialistică pregnantă. Apariția aproape simultană a romanelor Șatra și Ce mult te-am iubit i-a determinat pe unii critici (printre care Nicolae Manolescu) să le analizeze împreună și să le găsească un numitor comun: moartea. Autorul simțea tot mai mult apropierea morții pe măsura trecerii anilor, considera Valeriu Râpeanu, iar aceste zbuciumări interioare au fost transpuse artistice în cele două opere literare.

### Publicarea romanului
Planul scrierii cărții Șatra era cunoscut de mai multă vreme de numeroși cititori din planurile editoriale sau din proiectele autorului. Primele pagini ale romanului Șatra au apărut în ziarul Scînteia, organul de presă al Partidului Comunist Român, căruia Zaharia Stancu i-a încredințat în anii 1968–1970 manuscrisele primelor capitole ale cărților Șatra, Vântul și ploaia, Ce mult te-am iubit și Confesiuni. Primul cititor al manuscrisului a fost criticul literar Valeriu Râpeanu, care îndeplinea în acea vreme funcția de redactor-șef adjunct al ziarului Scînteia și a ales acele fragmente care au apărut în ziar.
Manuscrisul romanului Șatra a fost trimis în toamna anului 1968 către Editura pentru literatură din București, iar redactorul responsabil al editurii l-a dat la cules în 11 octombrie 1968 și și-a dat acordul pentru tipărire la 14 noiembrie 1968. La începutul lunii aprilie a aceluiași an Zaharia Stancu începuse să scrie primele capitole ale viitorului roman Ce mult te-am iubit, definitivându-le cu febrilitate pe parcursul a optsprezece zile în perioada când Șatra se afla deja la tipografie. Cele două romane au apărut aproape concomitent la începutul iernii anului 1968, în ajunul Conferinței naționale a Uniunii Scriitorilor din România. Prima ediție tipărită a romanului Șatra a avut un tiraj de 35.140 de exemplare, din care 28.090 de exemplare broșate și 7.050 de exemplare legate.
Romanul Șatra a fost bine primit atât de cititori, cât și de critica literară a vremii și apoi a fost tipărit în mai multe limbi străine. Criticii au remarcat prezența stilului narativ sacadat, a frazelor cu o pregnantă substanță lirică și a unei viziuni filozofice asupra lumii ce-și trage originea din înțelepciunea populară, cunoscute încă din romanul Desculț. Cu toate acestea, unii comentatori i-au imputat autorului, la momentul apariției acestei cărți, dar și ulterior, prezența mai multor scene scabroase. În cursul vieții autorului au avut loc trei reeditări ale acestui roman: ed. a II-a (Editura pentru literatură, București, 1969, 496 p.), ed. a III-a prefațată de S. Damian (Editura Minerva, București, Colecția Biblioteca pentru toți, nr. 638, 1971, 504 p.) și ed. a IV-a (Editura Cartea Românească, București, 1973, 524 p.).
Spre deosebire de Desculț (cel mai cunoscut roman al lui Zaharia Stancu), Șatra a continuat să fie citit și după Revoluția din decembrie 1989, fiind republicat în 1999 de Editura Gramar din București în cadrul colecției „101+1 capodopere ale romanului românesc”, alături de alte două romane stanciene (Jocul cu moartea și Ce mult te-am iubit), apoi în 2010 de Editura Litera din București în cadrul colecției „Biblioteca pentru toți”.

## Analiză literară

### Unicitatea romanului
Șatra constituie un element distinctiv în cadrul prozei postbelice a lui Zaharia Stancu, fiind singurul roman care nu face parte din ciclul autobiografic ce-l are ca narator și protagonist pe Darie. Criticul Eugen Simion îl considera drept „singura operă de ficțiune pură a lui Zaharia Stancu”. Acest roman a fost scris după ce ciclul autobiografic al lui Darie era încheiat și era deja depus la tipografie atunci când prozatorul, afectat de moartea recentă a mamei lui, a elaborat într-un interval de optsprezece zile un nou roman intitulat Ce mult te-am iubit, care-l avea din nou ca protagonist pe Darie; cele două romane au apărut concomitent la începutul iernii anului 1968. Autorul mărturisea ulterior într-un interviu publicat în decembrie 1973 că Șatra „n-are nici o legătură cu biografia mea, este un roman pentru care a trebuit să stau de vorbă cu oameni, să văd locuri, să caut pînă și numele personajelor din această carte”.
Deși este o creație literară singulară, romanul Șatra valorifică totuși cele două motive literare mari care au stat la baza prozei postbelice a lui Zaharia Stancu: călătoria fără țintă prin lume și războiul.

### Teme principale

#### Viața unei comunități arhaice

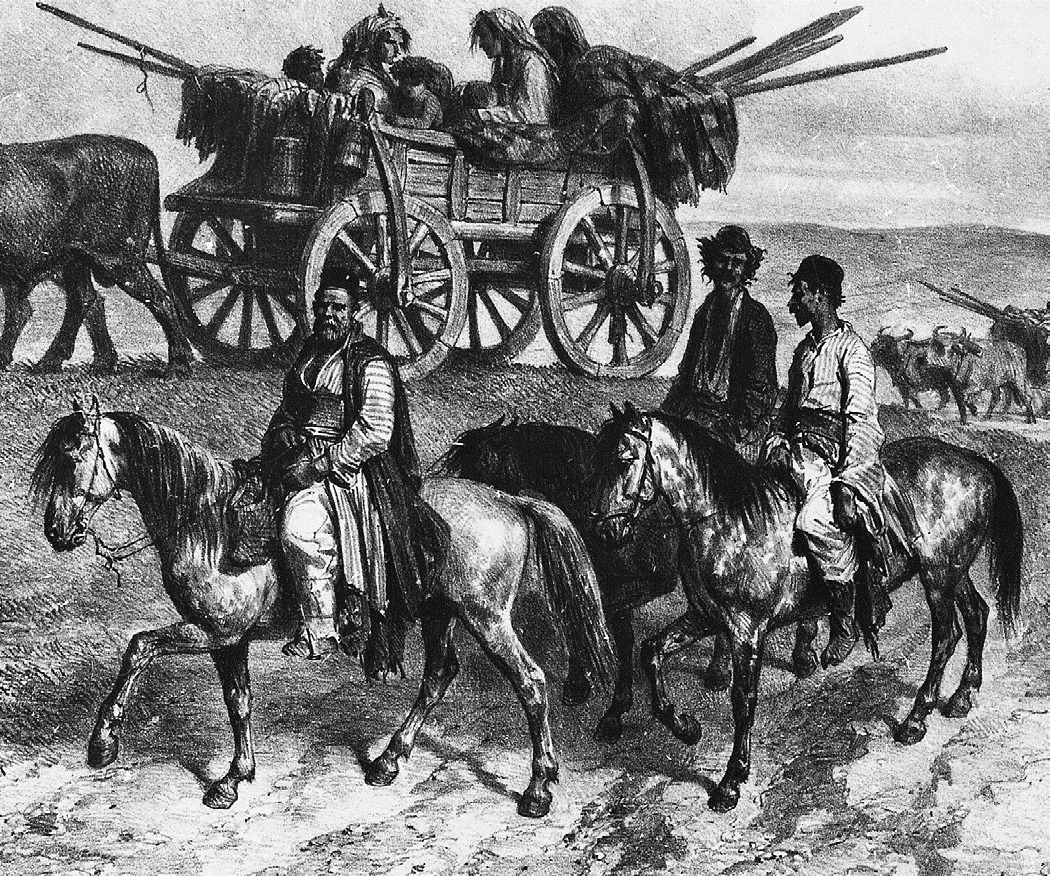
Familie de romi călătorind în Moldova, 1837. Desen de Auguste Raffet.

Tema principală a romanului Șatra o reprezintă descrierea vieții unei mici comunități care trăiește departe de civilizație după rânduieli arhaice diferite de legile societății moderne. Anterior, reprezentările comunităților de romi în literatura română au avut aproape întotdeauna un aspect satiric, începând de la epopeea Țiganiada (1800–1812) și până la scrierile din perioada modernă. Deosebindu-se de acestea, Șatra este o narațiune inițiatică cu un aspect tragic.
În acest roman Zaharia Stancu prezintă exodul unei șatre de romi nomazi în timpul războiului, insistând atât asupra aspectelor etnografice ale vieții comunitare, cât și asupra violenței pasiunilor. Colectivitatea „oamenilor oacheși” are vocația pribegiei și trăiește la marginea orașelor, iar interacțiunile reduse între membrii șatrei și membrii celorlalte comunități au permis păstrarea unui ceremonial străvechi, insolit și straniu, ce poate părea barbar cetățenilor societății moderne. Această migrație a personajelor există în mai multe cărți ale lui Zaharia Stancu („Florile pământului”, Jocul cu moartea, Pădurea nebună), fiind determinată doar parțial de evenimentele exterioare (cum ar fi războiul) și mai ales de un impuls interior, adică de nestatornicie și de ispita ajungerii într-un loc ideal, bănuit a exista dincolo de linia orizontului. Vocația peregrinării colective, perpetuată de-a lungul multor generații, este exprimată în roman prin gândurile Lisandrei atunci când se gândește să părăsească șatra și să se mute cu Ariston într-un oraș: „Să fugă cu Ariston, să caute undeva de lucru și să trăiască într-o altă lume decât a lor. Ariston n-ar fi în stare să îndure viața într-o altă lume decât a șatrelor. Nici ea n-ar fi în stare să îndure. S-ar usca amândoi, s-ar smochini, ar pieri cu zile de dorul căruțelor lungi, cu coviltir, de dorul drumurilor nesfârșite, de dorul...” și prin cântecul Kerei:
| “ | Nu știm de când umblăm cu negrele noastre corturi prin lume, Nu știm de ce colindăm cu lungile noastre căruțe prin lume, Nu credem în ursitori, dar cineva ne-a ursit Să fim mereu pe drumuri fără sfârșit. Nu credem în soarta haină Dar cineva ne-a sortit să n-avem hodină. Credem în viață și viața ne este amară, Credem în dragoste și dragostea ne omoară. | ” |

Autorul descrie minuțios îndeletnicirile zilnice, obiceiurile, ritualurile și normele de conduită ale acestui tip de colectivitate umană, permițând identificarea libertăților și obligațiilor individuale ale membrilor șatrei. Se observă un interes al scriitorului pentru descrierea pitorească, însă fără excese, a unei comunități anistorice asemănătoare într-o oarecare măsură cu comunitățile din Vechiul Testament. Așa se explică lipsa expresiilor țigănești și folosirea unui limbaj arhaic, cu tentă mitică. Romii sunt prezentați în roman ca oameni amabili și cu suflet curat, încă necorupți de răutățile civilizației moderne. Evidențiindu-i latura fabuloasă, unii critici au asemănat acest roman cu povestirea orientală sau cu romanul medieval, dar și cu opere literare moderne precum Deșertul tătarilor (1940) al lui Dino Buzzati.
După cum se afirmă în mai multe locuri, șatra este condusă după rânduieli statornicite demult, care sunt respectate de toți membrii comunității. Romii se ceartă, se bat, fură, ba chiar se și omoară, dar respectă legile străvechi al căror garant este bulibașa. Hotărârile se iau într-un loc deschis, în prezența tuturor membrilor șatrei, de aceea nu pot fi abuzive sau arbitrare. Nimeni, nici chiar bulibașa, nu are voie să încalce rânduielile străvechi pentru că supraviețuirea comunității depinde de conservarea și respectarea acestor legi, după cum afirmă chiar de la început înțeleapta Sina: „Este adevărat că străvechile noastre legi sînt aspre. Și tot atît de adevărat este că grozav de aspre sînt și străvechile noastre obiceiuri. Dar noi nu ne putem lepăda nici de unele, nici de altele, fără să ne pască primejdia pieirii”. Bulibașa decide în chestiunile cele mai grave, iar hotărârea lui este respectată de toți membrii șatrei.

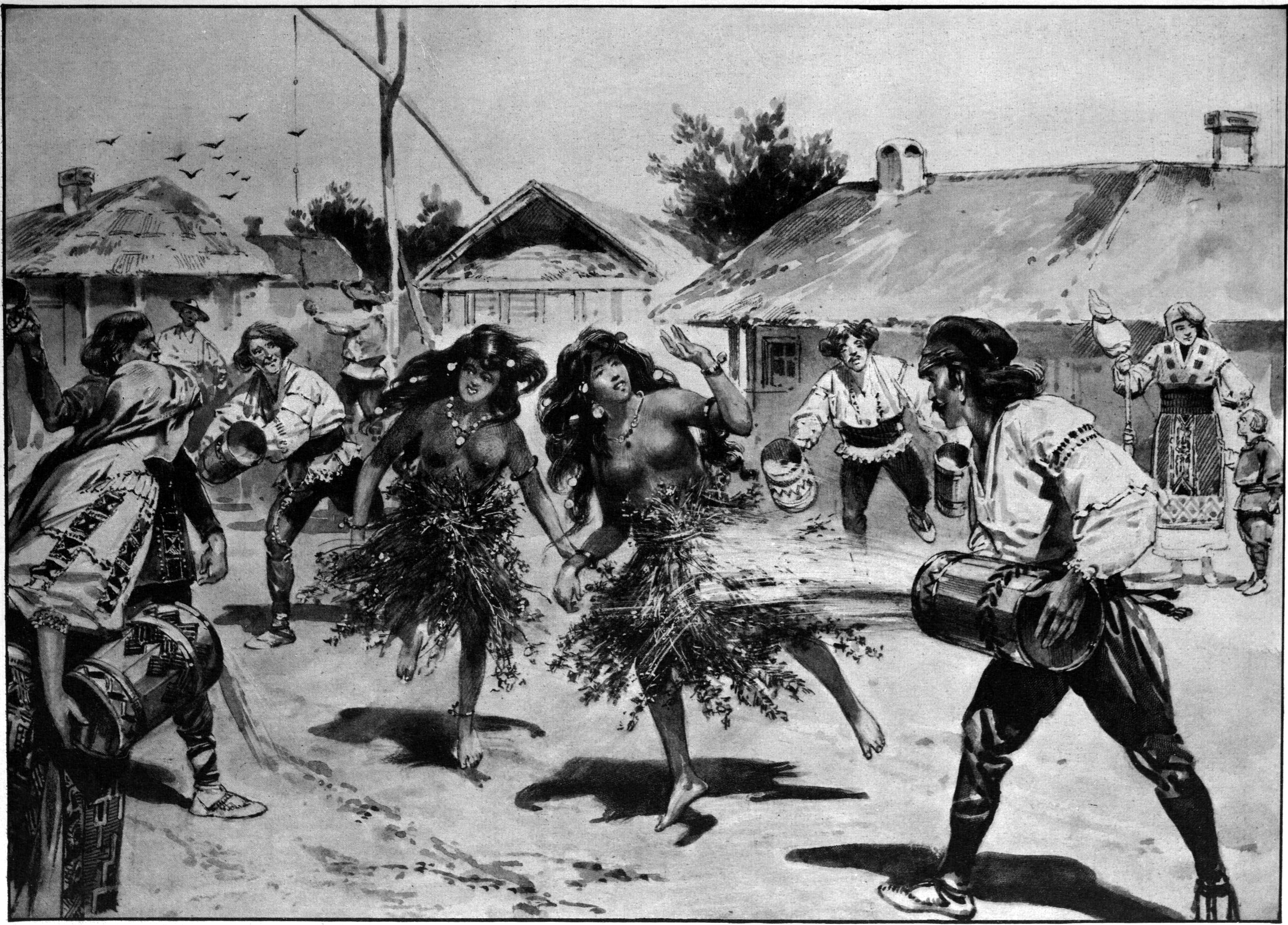
Dansul paparudelor, 1905.

Un prim semn de rebeliune precede exodul: frumoasa Lisandra, o femeie străină cumpărată cu mulți bani de la o șatră vecină, refuză să respecte rânduielile șatrei și îl înșală pe soțul ei, Goșu, cu un bărbat pe nume Ariston. Justificarea ei prin cedarea oarbă în fața pasiunii („Nu sunt eu vinovată [...]. Vinovată e dragostea. Dragostea m-a aprins, m-a zăpăcit, m-a orbit și m-a aruncat în brațele lui Ariston.”) nu este acceptată, deoarece încălcarea legii pune în primejdie disciplina șatrei. Cum ambii bărbați o doresc, Lisandra urmează a fi câștigată, potrivit unui obicei străvechi, de cel mai puternic dintre rivali. Goșu și Ariston se bat de mai multe ori cu pumnii, cu harapnicele și cu cuțitele, iar acest conflict violent constituie una dintre cauzele dezagregării morale a șatrei. În alte locuri din roman sunt descrise tradiții vechi precum jocul urșilor, ghicitul și paparudele, tratarea suferințelor fizice și sufletești cu rachiu, apărarea femeilor de violatori prin arătarea fundului și apoi prin facerea nevoilor în fața acestora, precum și ceremoniile care marchează momentele importante ale existenței omului: nașterea, nunta, ritualul împreunării și înmormântarea etc. Având rânduieli, tradiții, obiceiuri, superstiții și tipare comportamentale proprii, șatra nu este o simplă adunătură de oameni, ci o colectivitate socială închegată.
Ceea ce caracterizează acest grup etnic arhaic este vitalitatea puternică, caracteristică unor ființe libere, nesupuse rânduielilor efemere ale societății, dar greu de înțeles de orășenii tot mai comozi și mai moleșiți de civilizația modernă. Vocația pribegiei este dublată de o atracție către petrecere, către joc și muzică. Simbolul principal al vitalității „oamenilor oacheși” este reprezentat în roman de iubirea arzătoare a Lisandrei, care nu ține cont de piedicile aflate în calea sa. Odată cu uciderea amantului și pierderea dragostei femeia simte că viața ei nu mai are sens și, după ce se gătește ca pentru a participa la nuntă, se întinde pe mormântul bărbatului iubit pentru a muri acolo.
Apropierea morții îi determină pe șătrari să nu mai respecte rânduielile străvechi care asiguraseră până atunci supraviețuirea etniei: caii, măgarii și urșii sunt mâncați, femeile nu mai respectă morala tribală, iar autoritatea bulibașei începe să fie contestată. Se instaurează o stare de degringoladă morală încheiată cu moartea voluntară a bătrânului bulibașă Him, ce simbolizează moartea autorității și destrămarea șatrei.

#### Deportarea romilor în timpul războiului

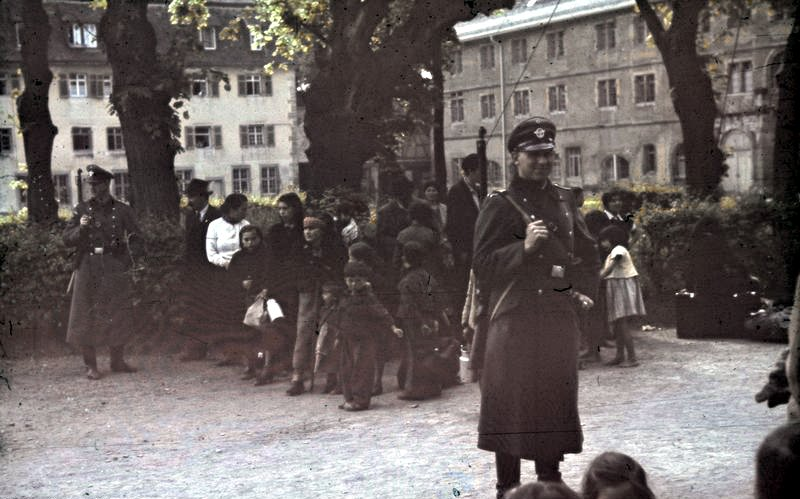
Deportarea romilor din Germania Nazistă (22 mai 1940).

Evenimentul inspirator care stă la baza acestui roman îl constituie deportarea romilor în Transnistria în timpul guvernării antonesciene din cel de-al Doilea Război Mondial. Șatra nu este însă o cronică istorică a exodului romilor către Bug, ci o operă de ficțiune inspirată din realitate, cu multiple și profunde semnificații social-politice, despre destinul unei comunități umane supuse vicisitudinilor istorice. Pe parcursul exodului „oamenilor oacheși” către și apoi peste fluviu este descrisă viața ritualică milenară a acestei comunități, cu obiceiuri străvechi cunoscute de autor din timpul copilăriei sale de pe malurile Călmățuiului și prezentate anterior într-una dintre experiențele lui Darie pe moșia boierului Arghir Arizan în romanul Desculț (1948). Nu există niciun fel de repere istorice și geografice în această operă literară, ci doar referiri sumare la puncte cardinale și la forme de relief.
Șatra condusă de Him bașa, alcătuită din 99 de oameni și comparată de criticul Nicolae Balotă cu o arcă a lui Noe, primește un ordin ferm de la autorități să se deplaseze către Răsărit și să se așeze într-un ținut necunoscut aflat dincolo de un fluviu. Membrii șatrei își citesc condamnarea în ochii jandarmilor: „Jandarmii se uitară unul la altul. Zâmbiră o clipă. Apoi zâmbetele le pieriră și fețele li se împietriră. Se întoarseră și priviră șatra. Și, deodată, lui Him bașa îi zvâcni inima. Văzu – sau i se păru numai – că jandarmii se uită la el, la Him bașa și la oamenii lui, la toți oamenii lui, ca la niște morți. «Nu, își spuse Him bașa în gând, nu se poate. Mi s-a părut. De ce să se fi uitat jandarmii aceștia la noi ca la niște morți? Suntem vii, suntem încă vii, și vom fi... Vom fi... Până când vom fi vii? Asta e! Nici un om viu nu știe până când va fi viu.»” Pe parcursul exodului Him bașa dobândește rolul unei „supraconștiințe colective”, care trebuie să descopere adevărul și să găsească soluții la problemele apărute.
Exodul romilor „dincolo” de fluviu este însoțit de mai multe semne rele care anticipează soarta tragică care li se pregătește „oamenilor oacheși”: sunetul brusc al unui clopot ce vestește moartea, venirea pe lume a unui prunc cu picioarele înainte (poziție funerară), distrugerea unui mormânt proaspăt în urma unui bombardament, încercările disperate ale câinilor de a opri caravana, vrând parcă să-l avertizeze pe Him de primejdie, apariția unor muște agresive, trecerea unui gușter peste piciorul lui Alimut sau privirea ciudată, premonitorie, a oamenilor întâlniți pe drum. Peregrinarea nomazilor nu se mai desfășoară haotic, ca până atunci, ci se transformă într-un marș. În toate orașele străbătute, romii observă că lumea nu îi mai privește ca pe niște ființe vii, iar repetarea obsesivă a acestei idei semnifică faptul că exterminarea „oamenilor oacheși” fusese stabilită în prealabil și că această veste s-a răspândit pe tot teritoriul parcurs până la destinație. Existența lor apare încă de la început a fi fantomatică, iar din acest motiv drumul peste fluviu al caravanei a fost asemănat de criticul Eugen Simion cu trecerea mitologică a râului Styx care separă lumea celor vii de lumea celor morți.
Comunitatea face eforturi mari să diminueze primejdia și să-și amâne sfârșitul, dar alungarea ei către pustietăți și supunerea ei constrângerilor unor forțe superioare o transformă într-un univers închis din care nu este posibilă evadarea. După un drum de câteva zile prin stepă șatra ajunge la destinație și se așază pe un teren nisipos de lângă un lac sărat. O lungă perioadă de timp membrii șatrei nu-și conștientizează condiția de prizonieri care urmează a fi exterminați, continuând să-și ducă normal traiul zilnic. Abandonată într-un loc pustiu, ostil vieții, șatra își sapă adăposturi în niște râpe și încearcă cu disperare să supraviețuiască, dar diminuarea resurselor determină un proces de dezagregare care va fi încununat cu moartea bulibașei Him. Mica obște se împuținează, ajungând la doar un sfert din efectivul inițial, și se transformă într-o adunătură haotică care nu mai poate fi numită șatră. Soarta comunității rămâne indecisă: o parte din oamenii șatrei reușesc totuși să supraviețuiască iernii și se îndreaptă către locurile de unde fuseseră aduși, fără ca autorul să precizeze clar ce se va întâmpla cu ei, dar plasarea la început a însemnării „Alimut mi-a povestit întâmplările, Kera a stăruit să le scriu.” sugerează că cei doi au supraviețuit, iar povestirea ar fi fost scrisă din perspectiva lor. În opinia criticului Voicu Bugariu supraviețuirea „oamenilor oacheși” în fața tuturor greutăților și umilințelor reprezintă victoria umanității.

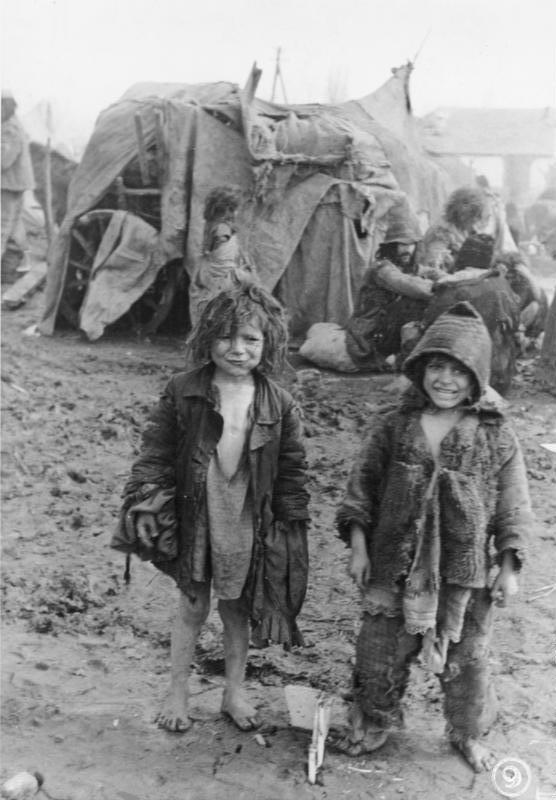
Romi în Transnistria, lângă Tiraspol (aprilie 1944).

Unii critici au încercat să găsească asemănări între exodul „oamenilor oacheși” din roman și deportarea romilor în Transnistria în timpul guvernării antonesciene, căutând să identifice repere spațiale și temporale. Autorul nu și-a propus să scrie o cronică istorică, de aceea a omis intenționat să ofere precizări exacte ale spațiului străbătut și ale perioadei în care au loc întâmplările relatate, deschizând calea unor speculații. Astfel, potrivit presupunerilor criticului Ion Simuț, șatra se află inițial în Câmpia Dunării în vara anului 1943 (există o precizare a autorului că războiul începuse cu doi ani în urmă), de unde se îndreaptă către est, traversează Prutul sau Dunărea cel mai probabil pe la Galați și se îndreaptă către Bug, în sudul Ucrainei.
Indeterminarea spațio-temporală sugerează un timp istoric general și evită interpretarea tendențioasă în stil rollerian a unor evenimente istorice. Este practicată o mitizare a realității: locurile geografice sunt numite simplu „Orașul”, „Marele Fluviu” sau „Stepa”, războiul care afectează existența șatrei nu este precizat exact, iar numele personajelor par extrase dintr-o epopee: Him bașa, Oarba, Alimut, Kera sau Ariston. Jandarmii care apar pe parcursul romanului au multe fețe, dar niciun nume, alcătuind un portret simbolic al autorității militare atotputernice în timpul războiului. Autorul nu dezvăluie nici măcar motivul deportării: persecuția politică sau exterminarea, dar afirmă că acel ordin este pentru toate șatrele din cauza războiului. Deși „oamenii oacheși” protestează zadarnic că ei nu au nici o legătură cu războiul, nu pot schimba în niciun fel soarta care li s-a hărăzit pentru că, așa cum explică jandarmul, „se pare însă că războiul are ceva cu voi”. Originea răului este aici necunoscută, invizibilă, făcându-l să semene cu o radiație ucigătoare. Cartea dobândește astfel un aspect de parabolă, prin care autorul subliniază necesitatea respectării dreptului inalienabil la viață al oamenilor indiferent de contextul istoric în care trăiesc. Nu mai este vorba aici doar de deportarea istorică a romilor, ci mai ales de destinul tragic al unei comunități care cade sub tirania istoriei și își pierde libertatea.
În opinia criticului Eugen Simion, Șatra este „o lamentație lungă, ca și Ce mult te-am iubit, și o meditație despre moarte”, în care este descrisă dispariția unei comunități străvechi, eveniment asemănător cu exterminarea colectivităților biblice. Exodul din Șatra nu seamănă însă cu exodul biblic către Țara Făgăduinței și nici cu migrația fermierilor americani evocată poetic în romanul Fructele mâniei (1939) al lui John Steinbeck, ci este o călătorie către moarte. Un aer de resemnare însoțește evenimentele crâncene relatate în roman, dezvăluind efemeritatea ființei umane și lipsa ei de importanță la scara istoriei universale: „Viața, oricum ar fi trăită, nu este decât un crâmpei de lumină. Pentru fiecare om atât e viața: un crâmpei de lumină. Înaintea acestui crâmpei de lumină: oceane de întuneric. După ce se va isprăvi acest crâmpei de lumină: oceane de întuneric, oceane de întuneric și nimic altceva”. Oamenii sunt mânați către moarte, fără a fi escortați (jandarmii care-i însoțesc au un rol mai mult de călăuze), nu încearcă să se răzvrătească și par să înțeleagă că nu se pot opune inevitabilului. Chiar dacă unele fapte relatate au un aspect adesea grotesc, tonul autorului (aflat acum la vârsta senectuții) rămâne grav, dând faptelor o dimensiune epopeică.

### Laitmotivul trecerii timpului
Proza lui Zaharia Stancu se caracterizează prin prezența laitmotivului trecerii timpului care creează impresia de unitate, impunând o lectură continuă a cărților care par să nu aibă final. Personajele Șatrei simt apăsarea permanentă a timpului, care devine principalul lor dușman. Există mai multe referiri în acest roman la curgerea implacabilă a timpului și la neputința opririi sau măcar a încetinirii lui.
Astfel, „oamenii oacheși” învață încă din copilărie că timpul „aleargă mereu și mereu și niciodată ostenit”, curgând „ca de obicei, nici mai repede, nici mai încet”. Aceste adevăruri eterne sunt rostite de copiii șatrei sub forma unui joc. Într-un alt fragment tânărul și nerăbdătorul Alimut își exprimă în versuri următoarea dorință: „Aș vrea să fiu un lup uriaș/Și să mănânc dintr-o dată timpul [...]”, primind următorul răspuns: „Să fii lup și să mănânci dintr-o dată timpul! De! Să știi, Alimut, că nimeni nu poate mânca timpul. În schimb timpul mănâncă tot. Adevăratul lup care mănâncă totul și nu se satură niciodată e timpul”.
Traversând un timp istoric ostil, șatra lui Him bașa este aproape exterminată. Vitalitatea oamenilor oacheși este înfrântă aproape în întregime în lupta inegală cu timpul, iar puținii supraviețuitori vor fi nevoiți să lupte mai departe după sinuciderea grandioasă a bătrânului bulibașă, incapabil să mai înțeleagă vremurile noi. „Parabolă despre vitalitate, Șatra este concomitent și o lungă lamentație despre neputința omului în fața vremii, ce trece totul în neființă”, concluziona criticul Voicu Bugariu.

### Stil literar
Chiar dacă nu face parte din ciclul autobiografic al lui Darie, romanul Șatra poate fi încadrat în mod firesc în ansamblul creației epice a lui Zaharia Stancu deoarece este o povestire întinsă, scrisă într-un stil narativ oral și având un sfârșit deschis; această încadrare este confirmată prin epigraful scris la persoana I: „Alimut mi-a povestit întâmplările, Kera a stăruit să le scriu.”, care evidențiază implicarea subiectivă a autorului. Șatra are, la fel ca majoritatea romanelor din ciclul „Desculț”, un fir narativ continuu întrerupt periodic de interludii lirice asemănătoare psalmilor. Temperamentul lui Zaharia Stancu este marcat de o predispoziție reflexivă, ceea ce face ca lirismul să devină o componentă dominantă a operei sale literare, aspect recunoscut chiar de autor atunci când a afirmat: „sînt doar atîtea pagini de poezie în romanele mele”.
Spre deosebire însă de scrierile sale anterioare în proză, Zaharia Stancu renunță în Șatra la procedeul rememorării și nu mai narează întâmplările la persoana I, ci la persoana a III-a. Narațiunea urmează o ordine cronologică, având o tensiune ce crește gradual de la liniștea amenințată de presentimente și amenințări vagi până la destrămarea tragică a șatrei ca o consecință brutală a războiului. Evenimentele sunt relatate cu febrilitate, fără pauze de contemplare sau meditație, uneori cu o naturalețe brutală tipică unei populații cu un nivel elementar de trai. Tonul autorului este aproape mereu grav, adesea elegiac, în concordanță cu evenimentele dramatice prezentate, contrabalansat uneori de elanul vitalist al personajelor. Există adesea în text sentințe filozofice pline de înțelepciune, pe care criticul Nicolae Balotă le-a asemănat cu strofele cântate sau recitate de cor în tragediile grecești.
Romanul Șatra este epurat, în opinia criticului Ion Simuț, de prezența în exces a unor elemente stilistice (precum lirismul sau repetițiile retorice) și narative (precum momentele specifice romanului picaresc) existente în celelalte cărți ale sale.

## Aprecieri critice

### Valoarea universală a romanului

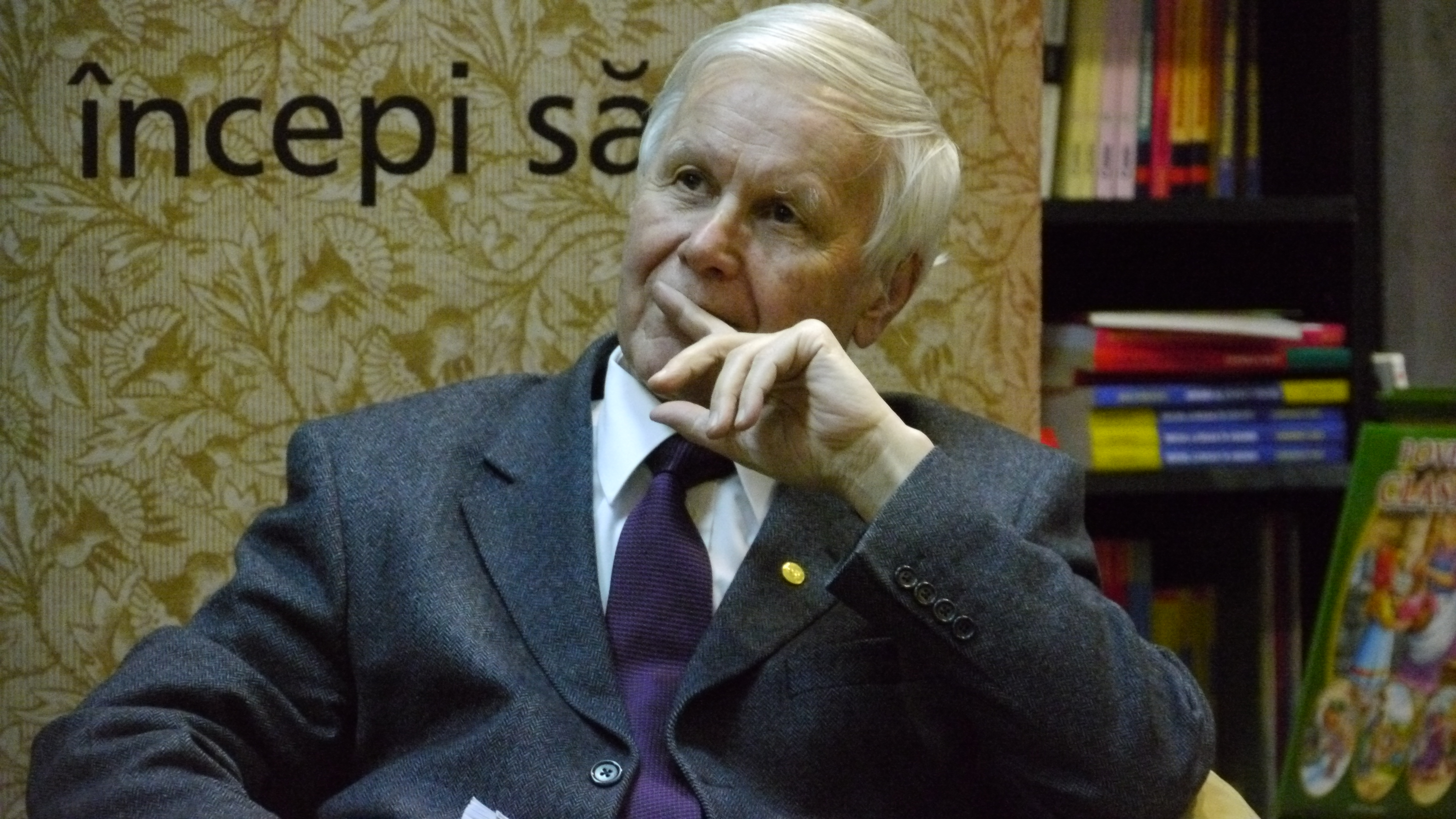
Prof. Eugen Simion considera Șatra „o lamentație lungă [...] de o aspră poezie” despre sfârșitul unei comunități.

Majoritatea criticilor literari consideră Șatra drept una dintre cele mai reușite scrieri ale lui Zaharia Stancu, scoțându-i în evidență valoarea sa universală de pledoarie pentru viață. Astfel, acest roman este, în opinia criticului Ovidiu Ghidirmic, „o pledoarie fierbinte, patetică, pentru viață, în toate formele ei”, „un elogiu neîntrerupt al vieții, al bucuriei de a trăi, peste orice opreliști”. Viața țâșnește exploziv aici „asemenea ierburilor izbucnite, primăvara, de sub zăpadă”, considera criticul Dumitru Micu.
Șatra, deși relevă tragismul condiției umane, nu pune accentul doar pe ideea de supraviețuire fizică a indivizilor, ci mai ales pe salvarea unor valori morale. Analizându-l în această optică, criticul Valeriu Râpeanu considera acest roman ca fiind „un elogiu adus forței omului de a înfrunta greutățile, de a fi mai puternic decât ceea ce îi este ostil, de a trece dincolo de încercări chinuitoare, de a afla în solidaritate sursa salvării”.
Nu doar criticii români au scris cronici entuziaste ale romanului Șatra, ci și criticii străini. Succesul internațional al romanului a fost explicat în principal prin interesul publicului cititor față de modul de viață exotic al unei comunități anistorice. Astfel, scriitorul francez Yves Gandon, laureat al Marelui premiu pentru roman al Academiei Franceze, recunoștea puterea de atracție a romanului în numărul din iulie 1970 al revistei literare pariziene Plaisir de France: „cititorul anevoie se poate sustrage vrăjii acestui fascinant roman, străbătut de un suflu inepuizabil. El reprezintă neîndoielnic opera unui mare romancier”.
Tonul grav al narațiunii l-a determinat pe criticul S. Damian să o considere „o litanie, o cântare de jale” despre încercarea unei comunități de a-și păstra identitatea într-un secol caracterizat prin intoleranță, „o odisee posibilă în secolul XX, rătăcirile unui Ulise colectiv în căutarea Ithacei, căreia monștrii Războiului și ai Forței brute nu-i permit să se mai ivească”. Această opinie a fost împărtășită de profesorul Eugen Simion, potrivit căruia Șatra este „o lamentație lungă [...] de o aspră poezie” care ar putea fi interpretată ca „parabola unui apocalips”. Alți critici au formulat opinii similare, unele deosebit de plastice, asupra romanului Șatra, definindu-l astfel: „un lung prohod, înfiorat de sentimentul destinului” (Ov. S. Crohmălniceanu), „un epos, roman-epopee a unei umanități greu încercate” (Nicolae Balotă) „un poem al destrămării, [...] într-o șoptire elegiacă” (Gabriel Dimisianu), „un vast poem funerar și premonitoriu” scris pe un ton amar de un scriitor aflat la amurgul vieții (Mircea Iorgulescu) sau „un poem al umanității ultragiate în timpul marilor convulsii care nu iartă pe nimeni, nici pe cei care se cred în afara istoriei” (Liviu Leonte).
Reținerea autorului în identificarea precisă a acestui eveniment istoric a fost lăudată aproape unanim de criticii literari pentru că nu a permis exploatarea sa tendențioasă în plan ideologic. Cu toate acestea, autorii volumului Rromii în istoria României: antologie și bibliografie (2002) au susținut că, neidentificând precis acest eveniment istoric, romanul Șatra reprezintă „o evocare edulcorată a Holocaustului, în care crima este bagatelizată în favoarea eternului «exotism» al rromilor”.

### Încadrări tematice

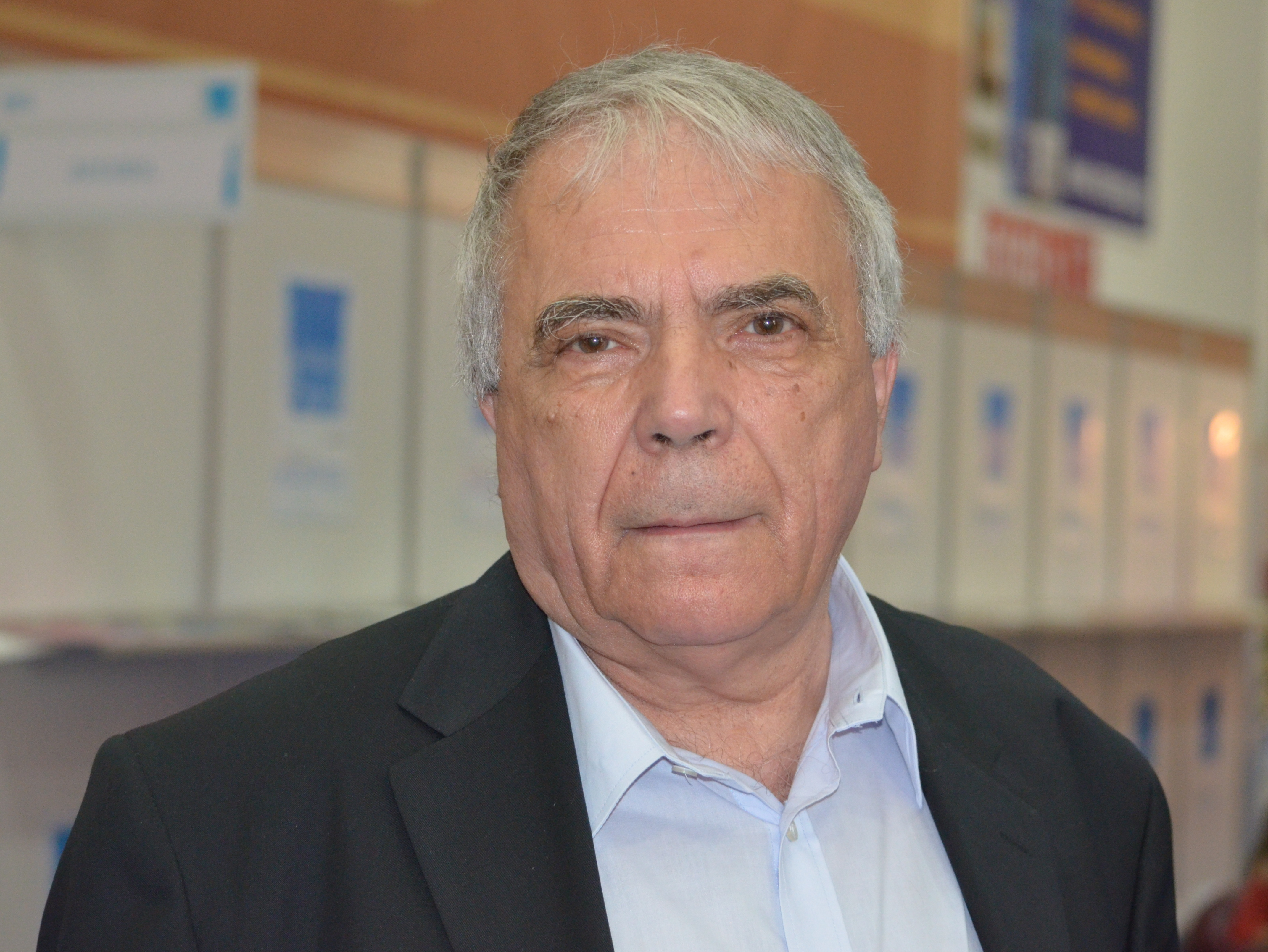
Criticul Nicolae Manolescu credea că romanul va avea succes la public chiar și în viitor

Evidențiindu-i meritele artistice, pe lângă valoarea sa de pledoarie pentru viață, profesorul Nicolae Manolescu susținea că Șatra este un roman „scris cu acuratețe de profesionist” care, la fel ca și Jocul cu moartea (1962), „ar putea să-i asigure prozatorului o posteritate nesperată, oricum, alta decât aceea la care s-ar fi gândit”. Criticul Valeriu Râpeanu îl considera o creație „de o frumusețe artistică incontestabilă” în care textul epic este înnobilat de prezența unor numeroase interludii lirice. Romanul se remarcă prin echilibrul său compozițional și ideatic datorat lirismului moderat și lipsei substratului etic, adică un „echilibru de epopee” potrivit prof. Manolescu. Intenția moralizatoare și excesul de lirism creaseră un caracter nerealist tezist romanelor anterioare ale lui Zaharia Stancu.
În acest roman autorul descrie cu minuțiozitate ritualul exodului „oamenilor oacheși”, dar este interesat mai puțin de aspectele sale pitorești pentru că încearcă să surprindă sensurile profunde ale acestuia. Ritualul devine astfel un pretext pentru o meditație asupra morții, la fel ca în Ce mult te-am iubit. Trecerea dincolo de fluviu ar avea, în opinia profesorului Manolescu, două planuri: un plan real, reprezentat de exodul către un loc necunoscut aflat în stepa răsăriteană, și un plan esoteric, prin care o călătorie obișnuită se transformă în ultima călătorie a unor oameni.
În mod frecvent criticii care au analizat romanul Șatra l-au definit fie ca o epopee, fie ca o odisee. Existența unor episoade ce înfățișează momente importante ale existenței omului: nașterea, nunta și moartea a contribuit la includerea acestui roman în categoria epopeilor, în timp ce descrierea unei călătorii aventuroase și pitorești i-a făcut pe unii critici să-l considere o odisee. În opinia criticului Ion Simuț ambele opinii critice sunt eronate: Șatra nu este nici o epopee pentru că nu povestește fapte eroice sau legendare, iar personajele nu se confruntă cu un adversar bine definit, ci se îndreaptă spre moarte, care este o caracteristică esențială a condiției umane, și nu este nici o odisee pentru că romii nomazi nu au o destinație definită pe care să o numească „acasă”, ci se îndreaptă către o țintă incertă. Mult mai corectă ar fi definirea acestui roman ca o parabolă a condiției umane prin înfățișarea realistă a vieții ca o călătorie spre necunoscut.

### Obiecții critice
Părerile critice elogioase la adresa romanului nu au fost totuși unanime. Criticul Ion Vlad reproșa romanului într-un articol apărut în iunie 1969 în revista clujeană Steaua lungimea excesivă a narațiunii, precum și existența unor „reveniri nesusținute prin desfășurarea discursului epic, [...] intervenții situate în afara proprietăților unor narațiuni de acest gen, [...] prelungite comentarii, stilistic vorbind, epuizate, de fapt, în logica narațiunii”, fără a oferi însă acestor aspecte o pondere semnificativă.
Deși s-a exprimat parțial elogios la adresa romanului, criticul dr. Mariana Ionescu a formulat o serie de obiecții critice în voluminosul studiu intitulat Introducere în opera lui Zaharia Stancu (1985). În opinia ei, romanul Șatra „nu atinge însă nivelul realizărilor de vârf ale prozatorului, fiindcă spre deosebire de acestea se dovedește inegal, previzibil schematic și mai ales neverosimil”, dar cu toate acestea rămâne „viabil”. Opiniile superlative ale criticilor, ca și filiațiile celebre descoperite în istoria literaturii române, i se păreau exagerate, fiind determinate mai degrabă de prestigiul scriitorului decât de valoarea reală a cărții. Mariana Ionescu reproșa exotismul artificial și excesul de senzațional al întâmplărilor prezentate, aglomerarea de semne premonitorii care determină predictibilitatea acțiunii, regizarea ficțiunii „până la treapta deducției facile” mai ales în paginile lirice vibrante ale morții lui Him bașa și repetiția frecventă și uneori obositoare a Lisandrei că nu poate trăi fără dragostea lui Ariston.
Atribuirea unei conștiințe reflexive membrilor unei colectivități arhaice este considerată de criticul Liviu Leonte o idee nefericită, deoarece creează impresia unui fals. Alimut, Kera, Goșu și Lisandra meditează periodic cu privire la efemeritatea omului, exprimându-se în maxime cu influențe biblice, dar Him bașa este singurul căruia i se potrivește ipostaza de înțelept al șatrei. Potrivit criticului Ion Rotaru Șatra este „un fel de neoțiganiadă cam sentimentală, fără deloc humorul, vigoarea și relieful generos” din epopeea lui Ion Budai Deleanu.

## Traduceri
Romanul Șatra a fost tradus în mai multe limbi străine:
- franceză (La tribu, Éditions Albin Michel, Paris, 1970; traducere de Léon Negruzzi;[63][164][165][166] reeditată în 1973),[164][165][166]
- turcă (Çingenem, Bilgi Yayınevi, Ankara, 1971; traducere de Atilla Tokatlı),[63][165][167][168]
- germană (Solange das Feuer brennt. Ein Zigeunerroman, Buchverlag Volk und Welt, Berlin, 1971; traducere de Valentin Lupescu; reeditată în 1971 de editurile Buchclub 65 din Berlin și Styria din Graz–Viena–Köln[63][165][167][168] și în 1973, 1976, 1981 și 1987 de editura Volk und Welt din Berlin),[165][167][169]
- maghiară (Karaván, Európa Könyvkiadó, Budapesta, 1972; traducere de László Papp Kolozsvári),[63][165][168]
- slovacă (Kočovníci, Tatran, Bratislava, 1972; traducere de Milota Bagoňová),[63][165][170]
- cehă (Cikánský tábor, Československý spisovatel, Praga, 1973; traducere de Eva Strebingerová),[170]
- engleză (The Gypsy Tribe, Abelard-Schuman, Londra–New York, 1973; traducere de Roy MacGregor-Hastie; reeditată în 1975 de Tandem Books din Londra),[170]
- finlandeză (Niin kauan kuin leirituli palaa, Kustannusosakeyhtiö Tammi, Helsinki, 1974; traducere de Aarno Peromies; traducerea a fost dramatizată radiofonic în 1990 de către actrița Ritva Rantanen la Yleisradio Oy din Helsinki),[171]
- suedeză (Lek med döden, Coeckelberghs, Stockholm, 1974; traducere din română de Lars Fyhr; reeditată în 1976),[172]
- norvegiană (Så lenge ilden brenner, Tiden Norsk Forlag, Oslo, 1975; traducere din suedeză de Per Wollebæk),[173]
- daneză (Sigøjnerstammen, Gyldendals Bogklub, Copenhaga, 1975; traducere de Georg Gjedde-Simonsen „Georgjedde”),[173]
- neerlandeză (Zigeuners huilen niet, D.A.P. Reinaert, Zele, 1976; traducere din engleză de Ed Herkes),[174]
- spaniolă (La tribu de los gitanos, 2 vol., Editorial de Arte y Literatura, Havana, 1977; traducere de Sandu Darie; reeditată în 1982),[175]
- islandeză (Meðan eldarnir brenna, Bókaútgáfan Iðunn, Reykjavík, 1983; traducere de Kristín R. Thorlacius),[176]
- persană (Kulīhā, کولی‌ها, Intishārat-i Zarrīn, Teheran, 1989; traducere de Muhammad Ali Sutī)[177] și
- japoneză (Jipushī no horobasha, ジプシーの幌馬車, Kōbunsha, Tokio, 1997; traducere de Haruya Sumiya).[178]

Un capitol al romanului Șatra a fost tradus în limba rusă de Natalia Stroe și publicat în 1969 sub titlul „U perepravî” (în rusă У переправы), cu o prefață scrisă de Eugen Luca, într-o broșură de 38 de pagini (cu nr. 61) tipărită la București în seria „Redakțiia Rumîniia”.